# Cuizinier
 (octobre 2010).
Si vous disposez d'ouvrages ou d'articles de référence ou si vous connaissez des sites web de qualité traitant du thème abordé ici, merci de compléter l'article en donnant les références utiles à sa vérifiabilité et en les liant à la section « Notes et références ».
Alexandre Miranda, dit Cuizinier, est un rappeur français, né le 2 mai 1980, membre du groupe parisien TTC (V2 Records/Big Dada), anciennement signé en solo chez feu Institubes.

## Biographie
Avant de se lancer dans la musique, il a fait des études d'hôtellerie, d'où son surnom[réf. nécessaire]. En 1999 il obtient son diplôme à l'EHP (école hôtelière de Paris).
Ses trois mixtapes, produites par Orgasmic (le DJ de TTC) sont sorties respectivement sur Disque Primeur puis Institubes.
Une autre mixtape, en collaboration avec Saphir le Joaillier et DJ Raze est sortie début septembre 2007.
Il est le cousin de Julien Pradeyrol connu sous le pseudonyme Teki Latex (également membre de TTC).

## Discographie
- 2005 : Pour Les Filles : Street-Tape Volume 01

1. The Genevan Heathen - Intro
2. L'enculé le plus cool (Produced by Orgasmic)
3. Hustla
4. 3 Wishes - Remix by Tacteel
5. Très chic - feat. Teki Latex (Produced by Orgasmic)
6. Ca Continue... - feat. CraiZ (Produced by Orgasmic)
7. Oh
8. J'aime bouger ça
9. Heart Beats
10. TTC - Dans le club - San Andreas Remix feat Stomy & Sté (Produced by Para One)
11. TTC - Catalogue - Screwed and Chopped by DJ Raze
12. St. Plomb feat. Cuizinier, Paris the Black Fu, DJ Orgasmic, Teki Latex - Pimp Under Glass
13. Je n'ai rien à perdre - feat. Saphir & Tido Berman (Produced by Smeda)
14. Existereo feat. Cuizinier - Cautious Thunder (Produced by Tacteel)
15. Qu'est ce qu'on mange ce soir ? (Produced by Orgasmic)
16. Elle me saoule
17. Goonies Track - feat. Teki Latex (Produced by Kid Rolex)
18. Melissa
19. TTC - Dans le club - Remix by Busy P
20. Right Here
21. Beaucoup de toi (Produced by Orgasmic)

- 2006 : Pour Les Filles Volume II

1. The Genevan Heathen - Intro
2. Saute sur ma musique (Produced by Orgasmic)
3. Pour toi mon pote
4. Regarde dans mes yeux (Produced by Orgasmic)
5. Va t'asseoir - feat. Al Peco & Meven
6. Simplement le meilleur (Produced by Orgasmic)
7. Copie-Moi (Produced and mixed by Drixxxé pour Superdrixxxens)
8. Mets mon son - feat. Monseigneur Mike
9. Hello Ladies (Produced by Orgasmic)
10. Yummy Freestyle - feat. Naja & Sana
11. Vacanze In Italia - feat. Teki Latex (Produced by Orgasmic)
12. Seulement toi - feat. Tido Berman (Produced by Orgasmic)
13. Check On It
14. Demain j'arrête - feat. D'Oz (Produced by Don)
15. TTC - Mature Macho Machine - feat. Ears, Skepta, Tinchy Strider (Produced by Radioclit)
16. No Good For Me - feat. Busdriver
17. Omnikrom feat. TTC - Pour te réchauffer - (Produced by Ghislain Poirier)
18. Para One feat. TTC - Musclor (Produced by Para One)
19. Modeselektor feat. TTC - Dancing Box (Produced by Modeselektor)
20. TTC - Paris, Paris (Produced by Orgasmic)
21. Kid Rolex feat. TTC - Trop In Love (Produced by Kid Rolex)
22. Take My Breath Away

- 2007 : DJ Raze presents : Cuizinier & Saphir Le Joaillier - The Exclusive Mixtape

1. DJ Raze - Intro
2. Saphir & Cuizinier - La Bonne Combinaison
3. DJ Raze - Break I
4. Saphir & Cuizinier - Drop It Freestyle - feat. Aelpéacha (50/50)
5. Saphir & Cuizinier - Umbrella Freestyle
6. DJ Raze - Break II
7. Saphir & Cuizinier - Stuntin Freestyle
8. Saphir & Cuizinier - Haterz Everywhere Freestyle - feat. GG (Les Sales Blancs)
9. The Genevan Heathen feat. Cuizinier, Kilroy (So Fresh Squad) - Swagger Rmx
10. Saphir & Cuizinier - Cul Sec - feat. 16S64 (Les Cautionneurs) & Gzav'
11. DJ Felli Fel feat. P. Diddy, Ludacris, Akon, Lil Jon - Get Buck In Here
12. Saphir & Cuizinier - Good Day Freestyle
13. L'Armée des 12 - I Got 5 On It Freestyle
14. Saphir & Cuizinier - Girl Intro
15. Saphir & Cuizinier - Girl Freestyle
16. UGK feat. Outkast - International Players Anthem
17. Saphir & Cuizinier - Lonely Tonite - feat. Aelpéacha (50/50)
18. Saphir & Cuizinier - Regulate
19. Saphir & Cuizinier - Du Pareil Au Même - feat. Tonton Skol & Izno (Les Cautionneurs)
20. 33HZ feat. Teki Latex (TTC), Devin the Dude - Paris, Texas (DJ Raze Rmx)
21. The Genevan Heathen - The Heathen's BBQ Interlude
22. Mistah Fab feat. Too $hort, Keak Tha Sneak - Side Show Remix Break
23. Cuizinier feat. Les Cautionneurs - Guerav Toi
24. Saphir & Cuizinier - Manger Du Chocolat Suisse
25. Saphir & Cuizinier - Tu Sais Comment On Fait
26. Saphir & Cuizinier - Demain Est Un Autre Jour
27. DJ Raze - Outro

- 2008 : Pour Les Filles Volume III

1. Ferme les yeux
2. Girls - feat. Marina
3. Lettre F - feat. Spank Rock & Pase Rock
4. Quand tu m'aimes
5. Message perso
6. Petit jeune
7. Summer Love - feat. So Fresh Squad
8. Dis-moi oui
9. Américains copieurs - skit
10. The Good Guys - feat. Teki Latex
11. True - feat. Marina
12. Garde tes shoes
13. J'suis F 2008 - feat. J'L'Tismé & Saphir
14. Omnikrom feat. TTC - Redanse La Poutine
15. Sexual Eruption
16. Dance Machine
17. C'est pour mieux gagner
18. Une femme avec une femme
19. Be Happy
20. Mac Gyver

### Collaborations et inédits
- 2000 : James Delleck feat. Saphir & Cuizinier - Wessydeg's (L'antre de la folie)
- 2001 : Al Peco feat. Cuizinier - Taboo Mortem (Pec Exel)
- 2003 : Para One feat. Cuizinier, D'Oz, Tes & Teki Latex - Beat Down (Beat Down EP)
- 2002 : Cuizinier feat. Teki Latex, Fuzati & Cyanure - Projet Grekfrites (Orgasmic le toxicologue est secrètement amoureux de vous)
- 2005 : Existereo feat. Cuizinier - Cautious Thunder (Future Sound Of Hip-hop)
- 2005 : D'Oz feat. Cuizinier - Incessamment sous beuh (2000 - 2005)
- 2005 : TEPR feat. Cuizinier - Chantez! (En direct de la côte ouest)
- 2005 : St. Plomb feat. Cuizinier, Teki Latex, DJ Orgasmic & Paris The Black Fu - Pimp Under Glass & Swiss Robot Girl (Pimp Under Glass EP)
- 2006 : DJ Koyote feat. Cuizinier - Get Money, Intro, Ruff Ryders, The Dough, Whatz Up & My Love (Women Respond To The Bass vol. 2)
- 2006 : Orgasmic feat. Cuizinier & Charly Greane - Stade de France (The Rise And Rise Of Orgasmic)
- 2008 : Cuizinier feat. Spank Rock & Pase Rock - Push Push Pousser (Sur le blog du Genevan)
- 2008 : Gorillaz feat. Cuizinier, Teki Latex & The Genevan Heathen - El Mañana (Para One Remix)
- 2008 : The Genevan Heathen feat. Cuizinier & Kilroy - Swagger Remix (Sur le blog du Genevan)
- 2008 : Hidenobu Ito feat. Cuizinier - Paris Tokyo Connection (Assemblage Funk)
- 2008 : GG feat. Cuizinier - Dans la Boîte (Récréation)
- 2008 : D'Oz feat. Cuizinier & Dabaaz - Heureusement qu'elles sont là! (Auguste volume 1)
- 2008 : Surkin feat. Cuizinier & Teki Latex - White Knight Two Orgasmic Remix (White Knight Two Mark II)
- 2008 : Orgasmic feat. Tekitek, Cuizinier & Joke - The Sixpack Anthem Remix (Sur le blog du Genevan, Myspace des auteurs)
- 2009 : Charly Greane, Cuizinier, Killa Daz, Kilroy, 16S64, Craiz, Dogg Soso, Saphir & Air J - Corporate Mic Pass (Sur le blog Corporate Bloggin)
- 2009 : Ron Browz feat. R. Kelly & Cuizinier - Club to a Bedroom Remix (Sur le blog de Stunts)
- 2009 : Cuizinier, Killa Daz, Kilroy, Desmon, Tekitek – A Milli (Stunts remix), Cuizinier, Joke, Tekitek, Kilroy – Swagger Like Us (Stunts remix), Cuizinier, Desmon, Killa Daz, Kilroy – Look Like Money freestyle, Killa Daz, Kilroy, Cuizinier – Pop Shake freestyle, Kilroy, Killa Daz & Cuizinier – I’d Rather Get Some Head freestyle, So Fresh Squad feat. Cuizinier – Cyber Girl & Tekitek, Cuizinier, Joke, Killa Daz, Kilroy, CraiZ – Nemesis (Stunts DJ's Volume I)
- 2009 : Stunts DJ's feat. Cuizinier, Killa Daz, CraiZ & Kilroy - Stunts DJs Freestyle (Sur le blog de Stunts)
- 2009 : Keri Hilson feat. Cuizinier - Slow Dance  Remix (Sur le blog de Stunts)
- 2009 : DJ Class feat. Lil Jon & Cuizinier - I'm the shit Remix (Sur le blog de Stunts)
- 2009 : Cuizinier, Craiz, Killa Daz, Kilroy & Joke - Every Girl In The World (Stunts All Stars Remix) (Stunts DJ's Volume II)
- 2009 : Butter Bullets feat. Cuizinier & Saphir - Premières fois (Ok cool EP)
- 2009 : Crookers feat. Teki Latex, Cuizinier & Big O - Candy Candy (album Crookers)
- 2009 : CrAiZ & Cuizinier - Ghetto (Remix), CrAiZ & Cuizinier - Turn Up The CuiziCrAiZ, Tekitek, Killa Daz, Kilroy, CrAiZ & Cuizinier - It's In The Game (Stunts All Stars Remix) (Stunts DJ's Volume III)
- 2010 : Cuizinier - Julia's remix (The Very Best)
- 2010 : Experty , So fresh squad , Cuizinier - J aime toutes les filles
- 2011 : Cuizinier - Mixtape La Crème De La Crème Part.1 mixée par DJ Raze
- 2011 : Cuizinier - La Pizza Chaude Freestyle (La Pizza Chaude)
- 2011 : Cuizinier - Wet (Snoop Dog) Freestyle (La Pizza Chaude)
- 2011 : Cuizinier feat. The Genevan Heathen - Power Of Love (prod. Mattfoley) (La Pizza Chaude)
- 2011 : Cuizinier feat. CrAiZ - Hustle Hard Freestyle (La Pizza Chaude)
- 2011 : Cuizinier - Make It Rain Freestyle (La Pizza Chaude)

### Best-of
- 2011 : DJ Raze, La Crème de la Crème (Première Partie)[1]
- 2011 : DJ Raze, La Crème de la Crème (Deuxième Partie)[2]

### Vidéo clips
- Message perso (2008 - Réal. par Out One)
- The Good Guys (2008 - Non-officiel, Réal. par Out One)
- C'est pour mieux gagner (2008 - Non-officiel, Réal. par Syrine Boulanouar & Pierre-Edouard Joubert)
- Gourmand (2011)
- Dans le lit de mes parents (2011)